# Damian von Boeselager
Damian Hieronymus Johannes Freiherr von Boeselager (Frankfurt am Main, 8 maart 1988) is een Duitse politicus en vicepresident en mede-oprichter van de pan-Europese partij Volt Europa.
Van 2008 tot 2011 studeerde hij Philosophy and Economics aan de Universiteit van Bayreuth en van 2016 tot 2018 volgde hij de master Public Administration aan de Colombia-universiteit en de Hertie school in Berlijn.
Bij de Europese Parlementsverkiezingen 2019 was Von Boeselager de Duitse lijsttrekker voor Volt. Hij wist als enige Volt-kandidaat in Europa een zetel in het Europees parlement te bemachtigen. Volt liet de leden beslissen bij welke fractie hij zich moest aansluiten, ze kozen voor De Groenen/Vrije Europese Alliantie. Von Boeselager wil onder meer een Europees kiesrecht, zodat het een partij als de zijne niet zo moeilijk wordt gemaakt om deel te nemen aan de verkiezingen.
Boeselager is de kleinzoon van verzetsman Philipp von Boeselager.
- Gemeinsame Normdatei: 1187174300
- Virtual International Authority File: 5303155919101039730007